# Бертен, Жан-Виктор
Жан-Викто́р Берте́н (фр. Jean-Victor Bertin; 20 марта 1767, Париж — 11 июня 1842, там же) — французский живописец, один из крупнейших пейзажистов классицизма.

## Жизнь и творчество
Жан-Виктор Бертен родился в семье мастера по изготовлению париков. В 1785 году поступает на учёбу в Королевскую академию живописи и скульптуры, где занимается под руководством Габриэля-Франсуа Дуайена (1726—1806). Был также учеником Пьера-Анри де Валансьена (1750—1819).
С 1793 года работы Бертена постоянно выставляются в залах Парижского салона, в 1808 году он был награждён золотой медалью. В 1822 году становится кавалером ордена Почётного легиона. Картины Ж.-В. Бертена приобретают такие известные коллекционеры произведений искусства, как наследник французского престола герцог Беррийский и премьер-министр Франции, банкир Жак Лаффитт, а также многие французские художественные музеи. В то же время в преклонном возрасте мастер испытывает финансовые трудности.
Среди учеников Ж.-В. Бертена был целый ряд в будущем выдающихся мастеров живописи: Леон Конье (1794—1880), Камиль Коро (1796—1875), Шарль-Франсуа Добиньи (1817—1878), Ашиль Мишальон (1796—1822), Иоганн Карл Вильгельм Цан (1800—1871), Жюль Луи Филипп Куанье (1798—1860), Андре Жоливар (1987—1851).
Похоронен на парижском кладбище Пер-Лашез.
Сегодня пейзажи кисти Бертена входят в коллекции многих крупных музеев, как во Франции, так и за её пределами (в частности, в США).

## Галерея

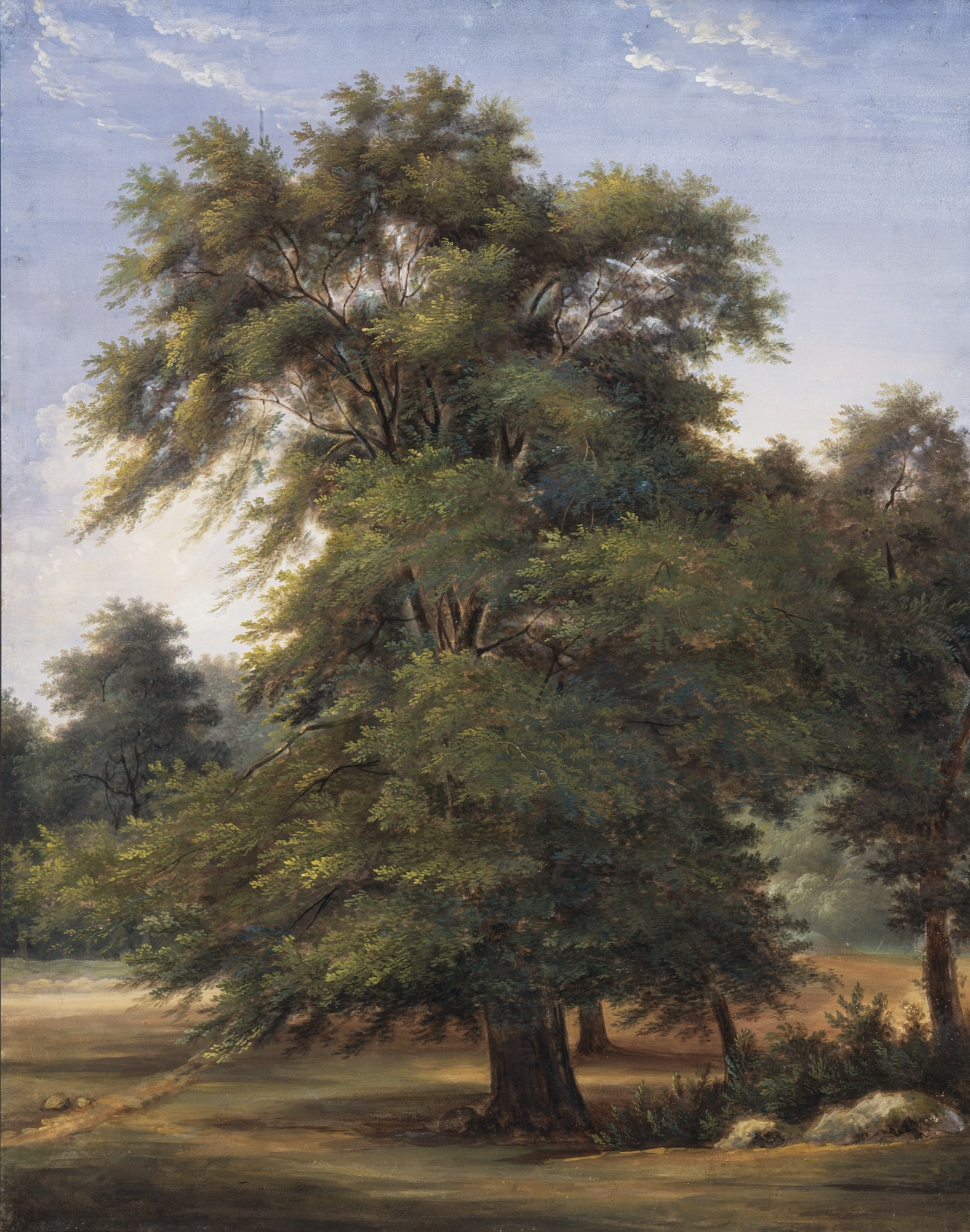
Дерево (этюд) (между 1800 и 1805), Музей искусств округа Лос-Анджелес.
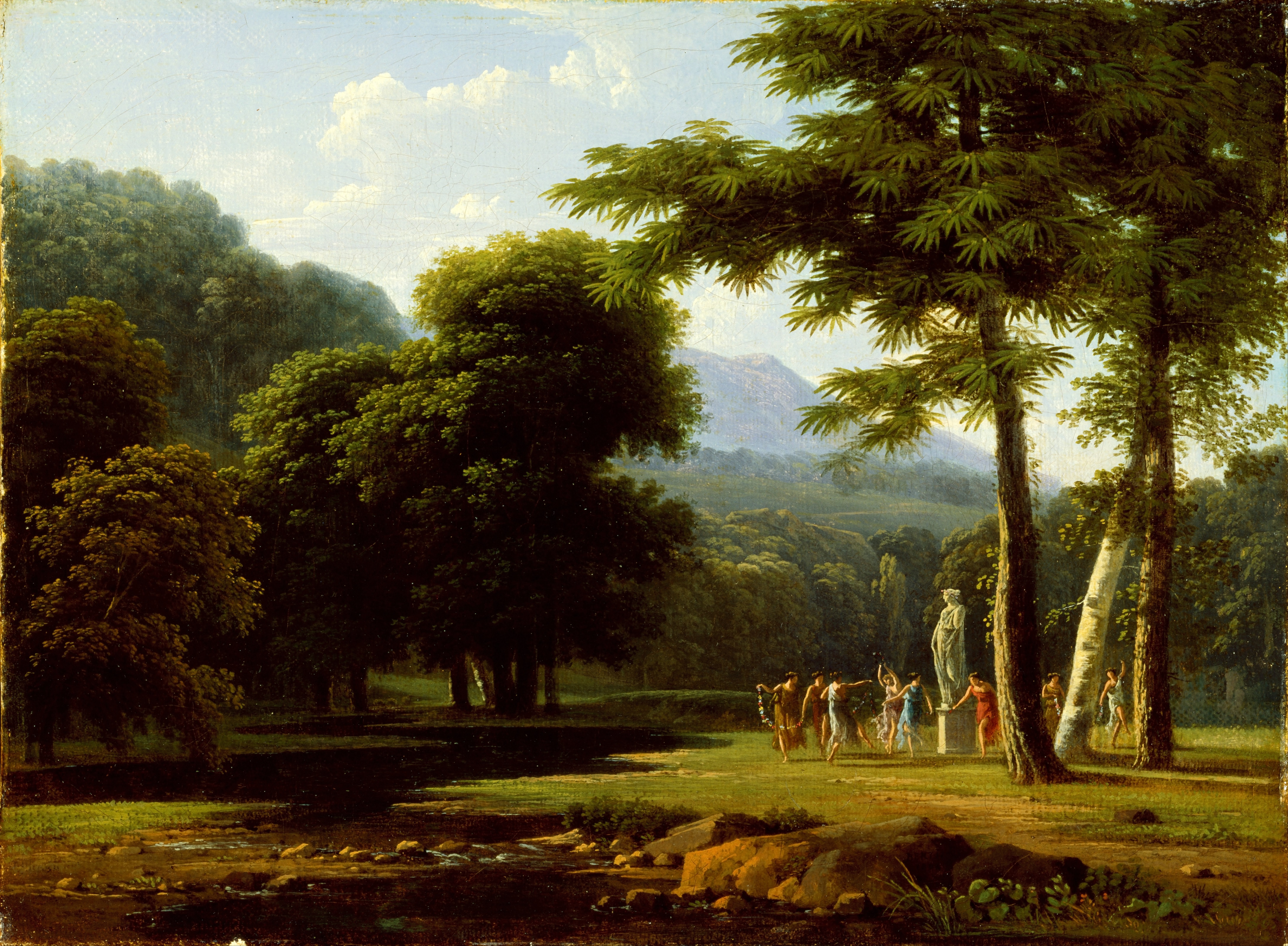
Пейзаж (1804), Художественный музей Индианаполиса.
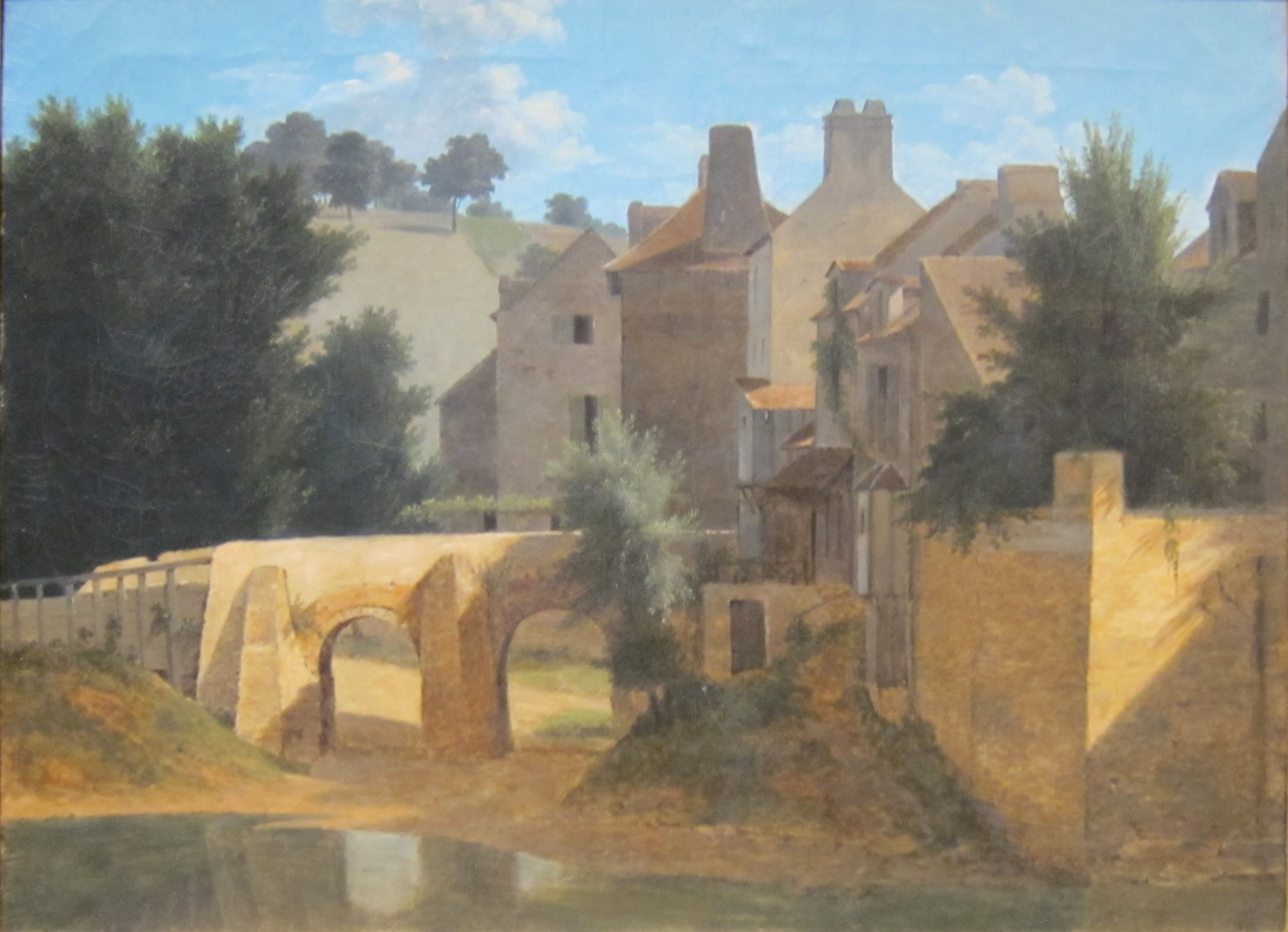
Вид  Иль-де-Франса (1810-1813), Центр Гетти, Лос-Анджелес.
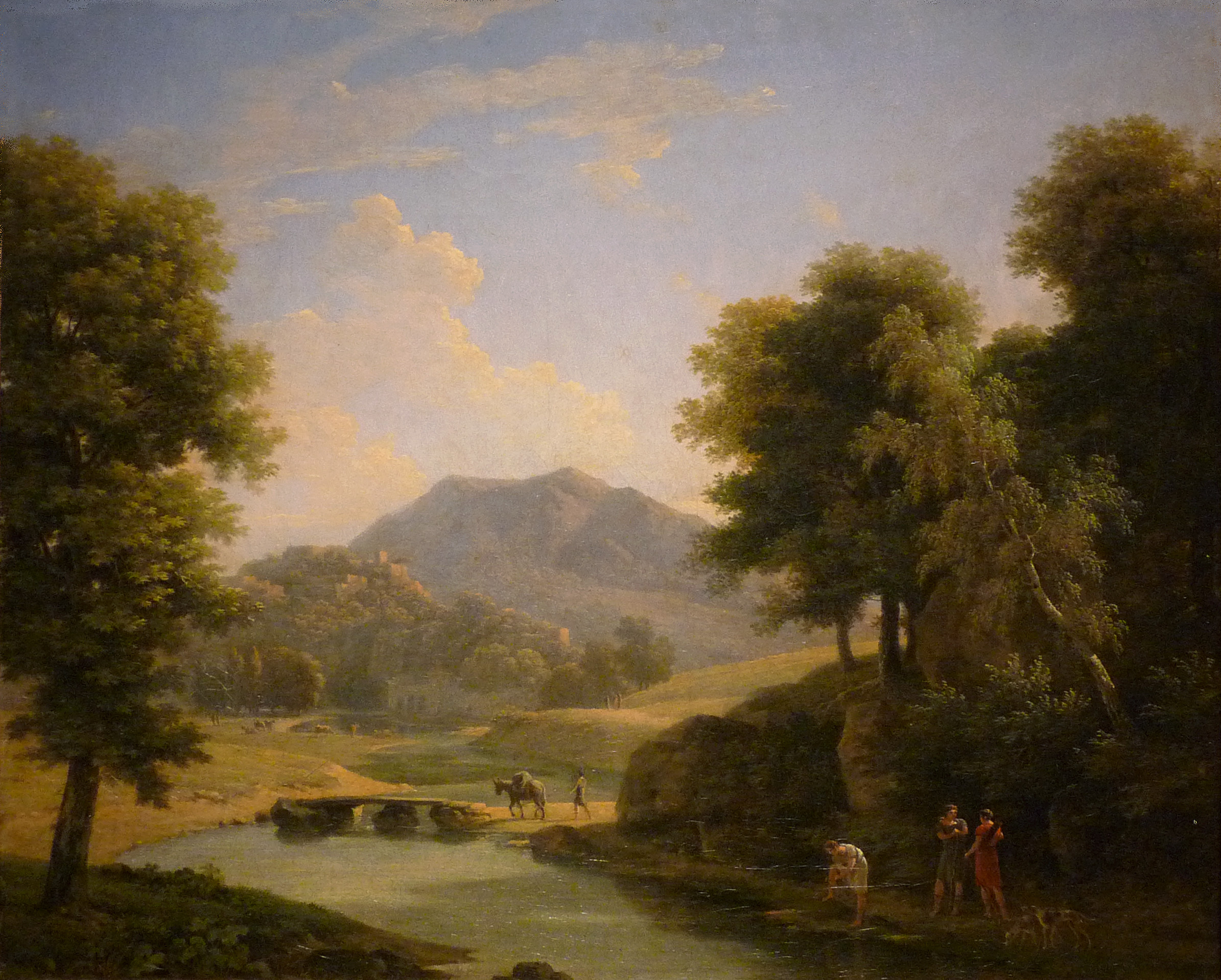
Пейзаж (1820), Музей изящных искусств (Реймс).
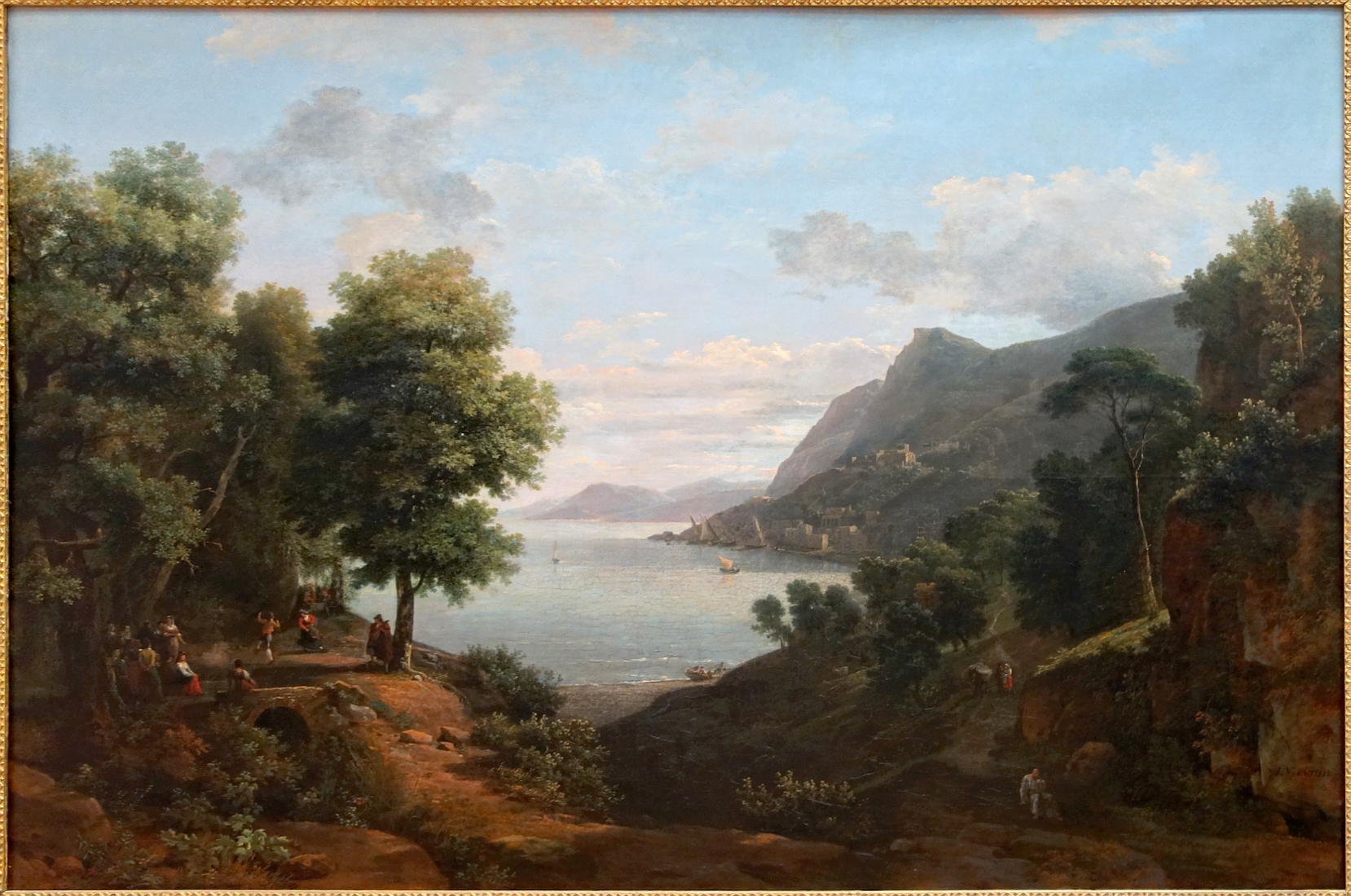
Пейзаж (vers 1835), Дворец изящных искусств (Лилль).
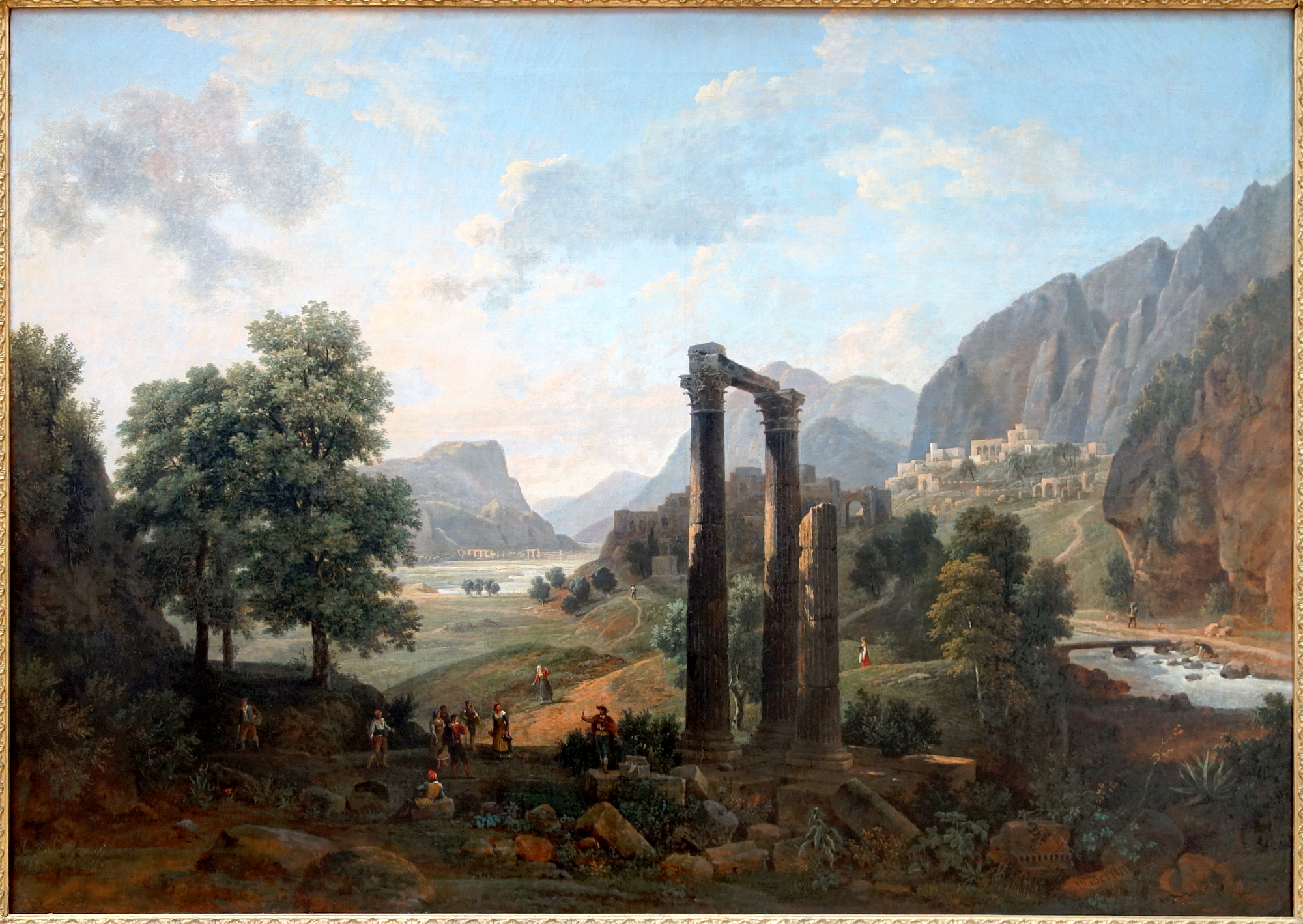
Пейзаж (1835-1837), Дворец изящных искусств (Лилль).